# Pont Flavien
Der Pont Flavien (dt. Flavische Brücke) ist eine Steinbogenbrücke aus der Zeit des Römischen Reichs über den Touloubre in der Ortschaft Saint-Chamas in Südfrankreich. Charakteristisch sind ihre gut erhaltenen Triumphbögen an beiden Zugängen.
Bereits etwa 2000 v. Chr. gab es an dieser Stelle im Zuge einer Straße eine Holzbrücke.
Laut Brückeninschrift hat Claudius Donnius Flavius, der in augusteischer Zeit das Amt eines Priesters der Roma und des Augustus bekleidete, die Brücke errichtet. Das Baudatum wird auf ca. 12 v. Chr. geschätzt, als die Bauarbeiten an der Via Julia Augusta aufgenommen wurden, die Marseille (massalia) mit dem Étang-de-Berre (stagnum mastromela) verbanden.
L(ucius) Donnius C(ai) f(ilius) Flavos flamen Romae
et Augusti testamento fierei iussit
arbitratu C(ai) Donnei Venae et C(ai) Attei Rufei
Die Brücke steht als Monument historique unter Denkmalschutz.

## Belege
1. ↑  CIL 12, 647; Galliazzo (1994), S. 249